# Jan Leopold Opaliński

Herb Łodzia

Jan Leopold Opaliński herbu Łodzia (ur. 1634, zm. 1672) – kasztelan nakielski w latach 1669-1672. 
Najmłodszy (trzeci) syn Jana, wojewody poznańskiego i Urszuli z Potulickich, brat Aleksandra (zm. 1642) starosty inowrocławskiego i Jana Konstantego (1618–1672), rotmistrza królewskiego. Był właścicielem Opalenicy i Grodziska, gdzie ukończył rozpoczętą przez ojca przebudowę kościoła farnego. Zmarł bezpotomnie.